# Elio Pentassuglia
Aurelio Pentassuglia, detto Elio (Brindisi, 22 maggio 1932 – Monopoli, 31 ottobre 1988), è stato un cestista e allenatore di pallacanestro italiano.
Soprannominato "Big Elio" a causa della sua mole e soprattutto per le sue indiscutibili doti umane, è considerato uno dei più importanti allenatori di pallacanestro italiani (premio Van Zandt 1969 di allenatore dell'anno, due titoli nazionali giovanili, una Coppa Korać con Rieti).

## Carriera
Dopo un inizio di carriera nella pallavolo, giocò sin dagli anni '50 nella Libertas Brindisi. Nel 1962, dovendo abbandonare l'attività agonistica per problemi fisici, seguì il settore giovanile della sua squadra e della nazionale di basket. Le sue giovanili ebbero un grande successo nel corso degli anni 60, vincendo tornei in tutta Italia. In quelle squadre militarono, tra gli altri, Claudio Calderari, Antonio Bray, Giuseppe Lonati, Giuseppe Galluccio, Giuseppe Rutigliano, Piero Labate, Maurizio Solfrizzi e Roberto Cordella.
In seguito fu ingaggiato come allenatore a Napoli, Rieti ed infine Varese. Con la Arrigoni Rieti nel 1980, anno in cui la sua Brindisi tornava in serie A con in panchina Piero Pasini (allenatore caldeggiato proprio da Pentassuglia), vinse la coppa Korać: il 26 marzo 1980 Rieti sconfisse nella finale di Liegi il Cibona di Zagabria con il punteggio finale di 76-71. In quella formazione militavano Willie Sojourner, Roberto Brunamonti, Lee Johnson, Luca Blasetti e Gianfranco Sanesi. Proprio Roberto Brunamonti ha ricordato e ringraziato Big Elio nella sua partita d'addio al basket (Bologna, 14 settembre 1996) per il contributo dato allo sport ed alla sua formazione di giocatore.
Tra il 1982 e il 1985 tornò ad allenare la squadra della sua città (Bartolini Brindisi) nel campionato di serie A2.
Richiamato a Rieti per risollevare le sorti del basket di quella città, Pentassuglia non poté partecipare al campionato 1988-89: morì il 31 ottobre 1988 all'età di 56 anni in un incidente stradale in Puglia, in territorio di Monopoli (BA) mentre tornava nella sua città natale. Alla sua memoria è stato intitolato il palasport di Brindisi, dove attualmente gioca la squadra locale di Serie A New Basket Brindisi.
La sua vita e carriera sono state ricordate nel libro “In principio fu Elio” scritto da Adolfo Maffei e Claudio Calderari.

## Palmarès
- Coppa Korać: 1

Sebastiani Rieti: 1979-80